# Rita Cadillac
Rita Cadillac, właściwie Nicole Yasterbelsky (ur. 18 maja 1936 w Paryżu, zm. 5 kwietnia 1995 w Deauville) – francuska tancerka, piosenkarka i aktorka, która osiągnęła popularność ekranową występując okazjonalnie w filmach między połową lat 50. XX wieku a rokiem 1980.

## Kariera
Rozpoczęła karierę muzyczną w wieku 13 lat jako akordeonistka pod pseudonimem Rita Rella. W 1952 była modelką pin-up. Pod pseudonimem artystycznym Rita Cadillac pracowała jako tancerka egzotyczna w Crazy Horse de Paris. Występowała także na scenie Folies Bergère. Grała potem w filmach, m.in. Okręt (Das Boot) jako Monique, piosenkarka klubu w La Rochelle. 
Zmarła 5 kwietnia 1995 w Deauville, w regionie Dolna Normandia, w departamencie Calvados na raka.

## Dyskografia
- 1959: Ne comptez pas sur moi (pour me montrer toute nue) / Arrivederci / Adonis / Personnalités
- 1960: Souvenirs, souvenirs / Y'en avait qu'un comme ça / C'est fou / Jamais je n'oublierai
- 1962: J'ai peur de coucher toute seule / Il n'y a qu'à Paris / Non, ce n'est pas dangereux / Chaque fois qu'on aime
- 1969: Erotica
- 1971: Ne Touchez Pas A L'Animal.

## Filmografia

### Filmy
- 1954: Wieczorem w Paryżu (Soirs de Paris) jako
- 1955: Nie ma litości dla piwnic (Pas de pitié pour les caves)
- 1955: Usta anielskie (Gueule d'ange)
- 1957: Do ostatniego (Jusqu'au dernier) jako striptizerka cyrkowa
- 1958: Drzwi oceanu (Porte océane)
- 1960: Zrób to dla mnie (Me faire ça moi) jako Mercedes
- 1961: Niewyżyty (Juventud a la intemperie) jako Wilma
- 1962: Prostytucja (La prostitution) jako Rita
- 1962: Światło Księżyca w Maubeuge (Un clair de lune à Maubeuge) jako Monique, sekretarka
- 1963: Skok na kasyno (Mélodie en sous-sol) jako Liliane
- 1963: Zwłoki na wakacjach (Cadavres en vacances) jako Stella
- 1963: Afto to kati allo!
- 1981: Okręt (Das Boot) jako Monique

### Seriale TV
- 1967: Max le débonnaire
- 1985: Okręt (Das Boot) jako Monique